# 1366
Năm 1366 là một năm trong lịch Julius.